# Martin Koscelník
Martin Koscelník (* 2. März 1995 in Vranov nad Topľou) ist ein slowakischer Fußballspieler.

## Karriere

### Verein
Koscelník begann seine Karriere beim MFK Zemplín Michalovce. Zur Saison 2014/15 rückte er in den Kader der ersten Mannschaft von Zemplín. In der Saison 2014/15 kam er zu 27 Einsätzen in der II. Liga. Zu Saisonende stieg er mit dem Verein in die Fortuna liga auf. Sein Erstligadebüt gab er dann im Juli 2015 gegen den FK AS Trenčín. In seiner ersten Spielzeit in der höchsten Spielklasse kam er zu 33 Einsätzen, in denen er drei Tore erzielte. In der Saison 2016/17 kam er zu 24 Mal zum Einsatz. In der Saison 2017/18 absolvierte er 28 Partien, in denen er acht Tore erzielte.
Zur Saison 2018/19 wechselte der Flügelspieler nach Tschechien zu Slovan Liberec. In seiner ersten Spielzeit in der tschechischen Fortuna liga absolvierte er 25 Partien. In der Saison 2019/20 hatte er häufig gegen Jan Mikula das Nachsehen und kam zu 15 Einsätzen. In der Saison 2020/21 wurde Mikula dann auf die linke Außenbahn gezogen, wodurch Koscelník als Rechtsverteidiger gesetzt war und zu 28 Einsätzen kam. In der Saison 2021/22 absolvierte er 25 Partien in der höchsten tschechischen Spielklasse.
Nach vier Spielzeiten in Liberec wechselte der Slowake zur Saison 2022/23 zum österreichischen Bundesligisten SK Rapid Wien, bei dem er einen bis Juni 2025 laufenden Vertrag erhielt. Für Rapid kam er insgesamt zu 20 Einsätzen in der Bundesliga. Im August 2023 wechselte Koscelník in die Niederlande zum Zweitligisten NAC Breda. Mit seinem Team stieg er am Ende der Saison in die Eredivisie auf.

### Nationalmannschaft
Koscelník spielte im März 2016 einmal für die slowakische U-21-Auswahl. Im September 2020 debütierte er in der UEFA Nations League gegen Israel im A-Nationalteam. Mit diesem nahm er dann im Sommer 2021 auch an der EM teil. Während des Turniers kam er zu zwei Einsätzen, mit den Slowaken scheiterte er in der Vorrunde.